# Ester Zetterberg
Ester Helena Zetterberg, född 31 mars 1919 i Valbo, Gävleborgs län, död 19 oktober 2007 i Uppsala, var en svensk tecknare, grafiker, målare.
Hon var dotter till målaren Erik August Rosenqvist och Elin Dahlblom och gift med tjänstemannen Alf Zetterberg. Hon var huvudsakligen autodidakt men fick en viss handledning i teckning av Juho Suni samt under självstudier på resor till Nederländerna, Italien, Lofoten och Tyskland. Hon debuterade med en utställning på Svarta katten i Gävle 1958 som hon följde upp med ett flertal separatutställningar i olika svenska städer. Tillsammans med Alf Stridfeldt och Tora Tidegren ställde hon ut i Lund 1965 och hon medverkade i samlingsutställningar arrangerade av Gävleborgs konstförening 1958–1957 och Gävle grafikers utställningar i Gävle. Hennes konst består av landskap, figurer och stilleben utförda i olja, tempera eller akvarell samt grafiska blad. Zetterberg är representerad vid bland annat Gävleborgs länsmuseum.